# Boonoo Boonoo Falls
Boonoo Boonoo Falls – wodospad położony w Australii (Nowa Południowa Walia), w parku narodowym Boonoo Boonoo, na rzece Boonoo Boonoo River, wysokości 210 metrów i średniej szerokości 9 metrów, z czego najwyższy próg osiąga wysokość 114 metrów.